# Pont (vêtement)

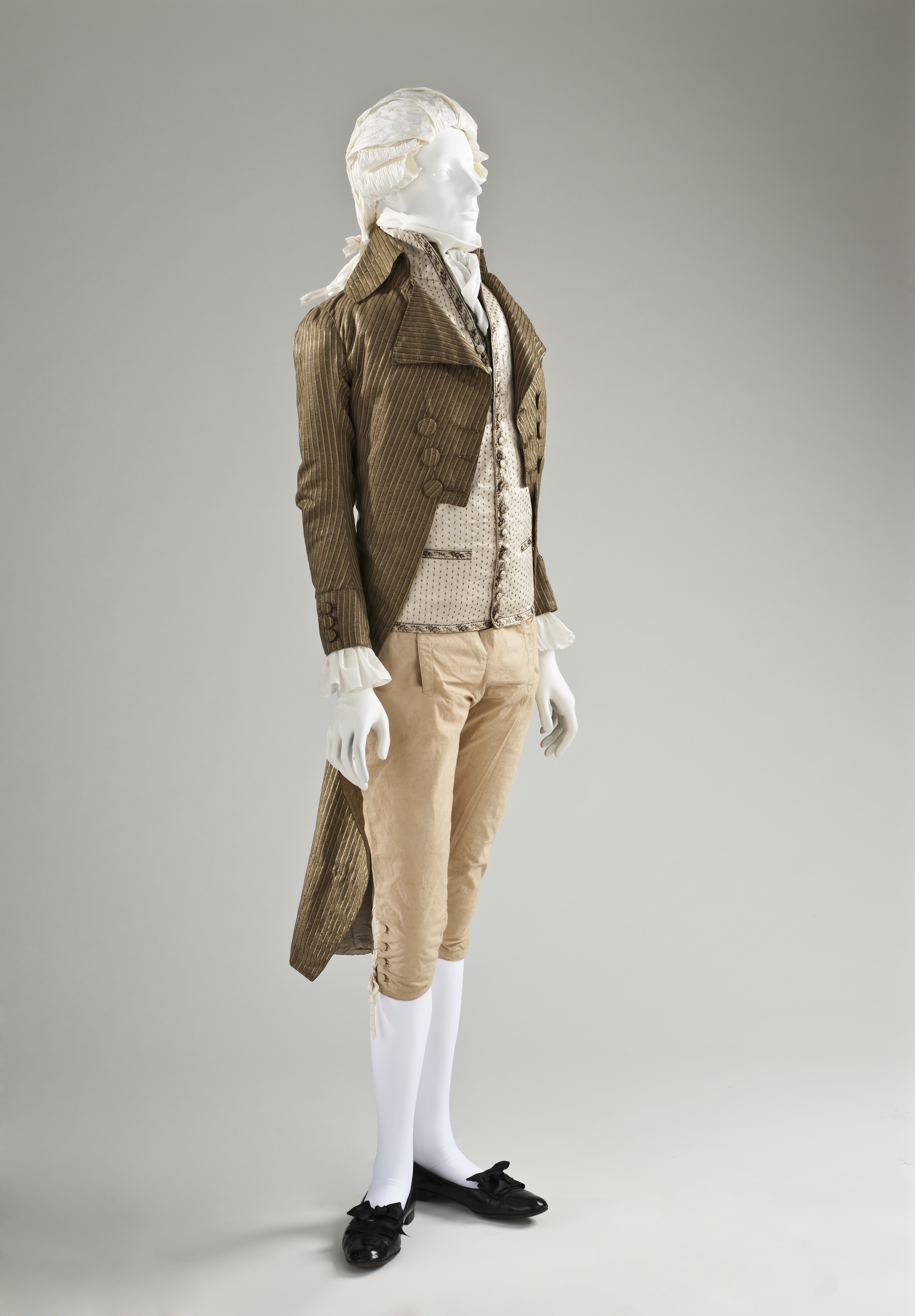
Exemple de culotte à pont, 1790-1795.

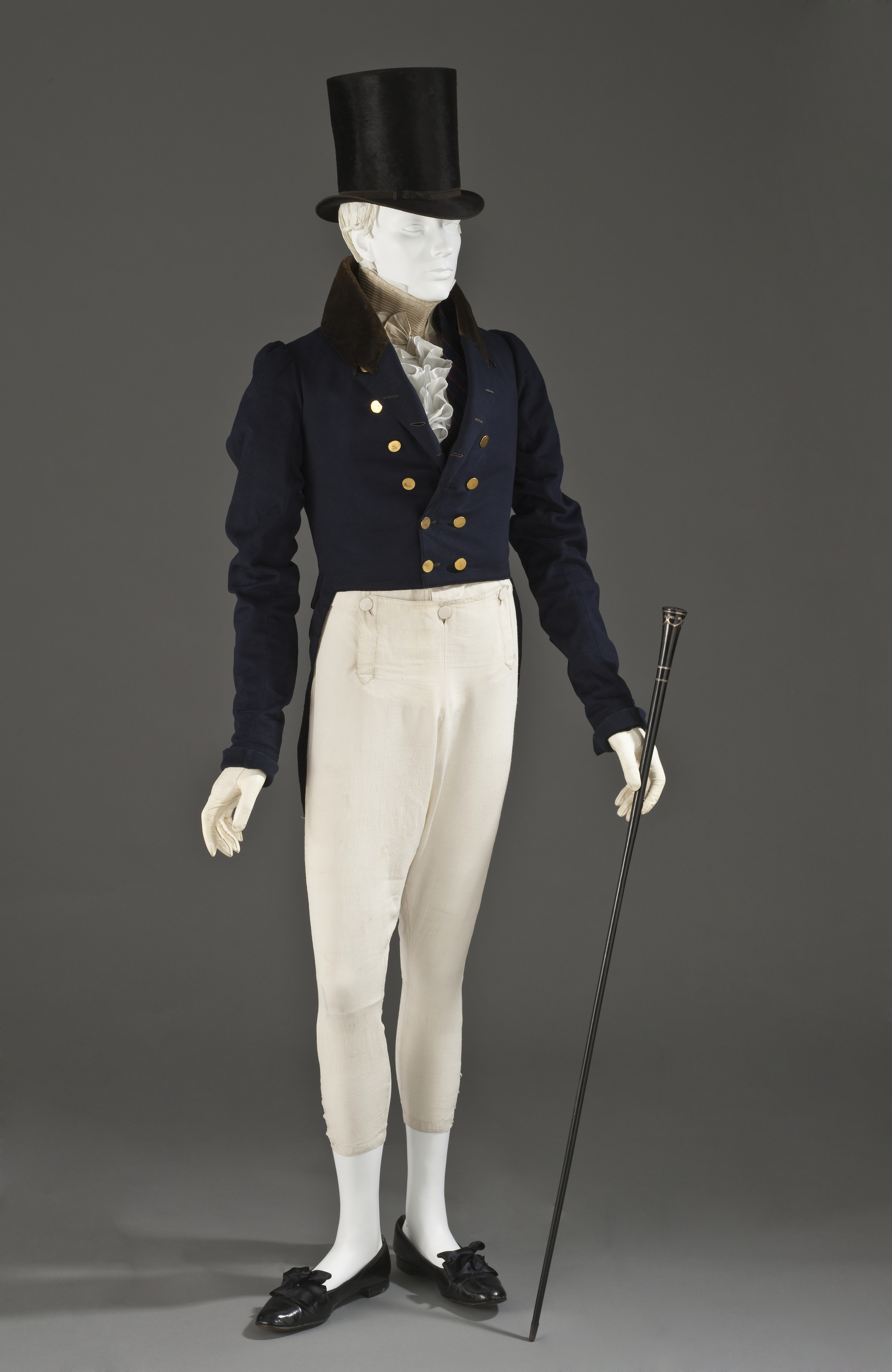
Exemple de pantalon à pont, 1825-1830.

Dans un pantalon ou, à l'origine, une culotte masculine, le pont est la pièce d'étoffe en forme de trapèze qui se rabat sur le devant du vêtement, de bas en haut. Le pont sert de fermeture et s'attache par un boutonnage sur les côtés et à la ceinture. Une culotte ou un pantalon munis d'un pont sont appelés « culotte à pont » et « pantalon à pont » respectivement. On retrouve des ponts décoratifs sur certaines jupes.

## Origine
La culotte à pont fut mise au point en France au XVIIIe siècle pour les différents métiers de la mer qui nécessitaient une culotte dont l'avant ne présentât aucune aspérité (tels que des boutons) pour éviter de se prendre dans les cordages et les mailles des filets. La culotte à pont fut remplacée par le pantalon à pont sous le Premier Empire.
Le pantalon à pont se porte généralement avec une vareuse (sans bouton non plus), comme uniforme de certaines marine militaires.
Il existe deux types de ponts différents : le petit (étroit sur le devant du pantalon) et le grand (qui recouvre le ventre).